# Torymus josephinae
Torymus josephinae är en stekelart som beskrevs av Boucek 1988. Torymus josephinae ingår i släktet Torymus och familjen gallglanssteklar. Inga underarter finns listade i Catalogue of Life.